# Kim Ju-sung
Kim Ju-sung (kor. 김주성; * 12. Dezember 2000 in Cheongju) ist ein südkoreanischer Fußballspieler.

## Karriere
Kim Ju-sung erlernte das Fußballspielen in der Schulmannschaft der Incheon Mansubuk Elementary School sowie in den Jugendmannschaften von Incheon United und vom FC Seoul. Beim FC Seoul unterschrieb er 2019 auch seinen ersten Vertrag. Das Fußballfranchise aus Seoul spielte in der ersten Liga, der K League 1. Von März 2021 bis September 2022 wird der für den Gimcheon Sangmu FC in Gimcheon in der zweiten Liga spielen. Zu den Spielern des Vereins zählen südkoreanische Profifußballer, die ihren Militärdienst ableisten.